# Bangsund
Bangsund is een plaats in de Noorse gemeente Namsos, provincie Trøndelag. Bangsund telt 860 inwoners (2007) en heeft een oppervlakte van 0,82 km².